# سیمون جوغایه‌تسی
سیمون جوغایه‌تسی (ارمنی: Սիմեոն Ջուղայեցի؛ (به لاتین: Simon Jułayestsi)) فیلسوف، زبان‌شناس، مدرس، نغمه‌سرا و فعال اجتماعی اهل ارمنستان در سده ۱۷ میلادی بود.

## زندگی‌نامه
سیمون جوغایه‌تسی در اواخر سده شانزدهم میلادی در جلفای کهن در ارمنستان متولد شد. وی در سنین جوانی ۱۶۰۵ میلادی (۹۸۴ خورشیدی) توسط شاه عباس به ایران آورده شد. تحصیلات ابتدایی خود را در جلفای اصفهان گذراند. از سال ۱۶۲۰ (۹۹۹) به شاگردی رهبر روحانی و مدرس معروف خاچاطور کساراتسی پذیرفته شد و پس از اتمام تحصیلات با وی همکاری داشت. جوغایه‌تسی در پاییز سال ۱۶۳۱ به جلفای اصفهان رفت و با تلاشی خستگی ناپذیر و به‌طور خودآموز به کسب معلومات پرداخت و به یکی از فضلای نامی وقت تبدیل شد. در سال ۱۶۳۷ (۱۰۱۶) به تدوین کتاب دستور زبان ارمنی همت گمارد که تا به امروز هم از آن استفاده می‌کنند. در دهه چهل سده هفدهم وی اثر دیگری به نام «کتاب منطق» نوشت. این کتاب که به عنوان بهترین و پرخواننده‌ترین کتاب درسی فلسفه و منطق در مدارس ارمنی تدریس می‌شود حاصل بیش از بیست سال زحمات طاقت فرسای اوست. وی در سال ۱۶۵۷ (۱۰۳۶) وفات یافت.